# Carminibotys carminalis
Carminibotys carminalis is een vlinder van de familie van de grasmotten (Crambidae). De wetenschappelijke naam van deze soort is voor het eerst voorgesteld als Pyrausta carminalis door Aristide Caradja in een publicatie uit 1925.

## Verspreiding
De soort komt voor in China (Shanxi) en Japan (Honshu).

## Ondersoorten
- Carminibotys carminalis carminalis (Caradja, 1925)
- Carminibotys carminalis iwawakisana Munroe & Mutuura, 1971 (Honshu)